# Bannes (Alt Marne)
Bannes és un municipi francès situat al departament de l'Alt Marne i a la regió del Gran Est. L'any 2007 tenia 402 habitants.

## Demografia

### Població
El 2007 la població de fet de Bannes era de 402 persones. Hi havia 146 famílies de les quals 28 eren unipersonals (8 homes vivint sols i 20 dones vivint soles), 61 parelles sense fills, 53 parelles amb fills i 4 famílies monoparentals amb fills.
La població ha evolucionat segons el següent gràfic:
Habitants censats

### Habitatges
El 2007 hi havia 190 habitatges, 155 eren l'habitatge principal de la família, 26 eren segones residències i 10 estaven desocupats. 186 eren cases i 3 eren apartaments. Dels 155 habitatges principals, 130 estaven ocupats pels seus propietaris, 22 estaven llogats i ocupats pels llogaters i 2 estaven cedits a títol gratuït; 2 tenien dues cambres, 11 en tenien tres, 50 en tenien quatre i 92 en tenien cinc o més. 142 habitatges disposaven pel capbaix d'una plaça de pàrquing. A 68 habitatges hi havia un automòbil i a 78 n'hi havia dos o més.

### Piràmide de població
La piràmide de població per edats i sexe el 2009 era:
| Homes | Edats   | Dones |
| ----- | ------- | ----- |
| 0     | 95 o +  | 4     |
| 0     | 90 a 94 | 0     |
| 4     | 85 a 89 | 8     |
| 0     | 80 a 84 | 0     |
| 8     | 75 a 79 | 12    |
| 4     | 70 a 74 | 4     |
| 4     | 65 a 69 | 4     |
| 16    | 60 a 64 | 20    |
| 16    | 55 a 59 | 16    |
| 36    | 50 a 54 | 24    |
| 0     | 45 a 49 | 12    |
| 16    | 40 a 44 | 8     |
| 4     | 35 a 39 | 4     |
| 8     | 30 a 34 | 12    |
| 20    | 25 a 29 | 8     |
| 16    | 20 a 24 | 12    |
| 8     | 15 a 19 | 4     |
| 8     | 10 a 14 | 8     |
| 0     | 5 a 9   | 4     |
| 4     | 0 a 4   | 20    |

## Economia
El 2007 la població en edat de treballar era de 246 persones, 165 eren actives i 81 eren inactives. De les 165 persones actives 155 estaven ocupades (85 homes i 70 dones) i 9 estaven aturades (4 homes i 5 dones). De les 81 persones inactives 34 estaven jubilades, 25 estaven estudiant i 22 estaven classificades com a «altres inactius».

### Ingressos
El 2009 a Bannes hi havia 156 unitats fiscals que integraven 423,5 persones, la mediana anual d'ingressos fiscals per persona era de 16.414 €.

### Activitats econòmiques
Dels 11 establiments que hi havia el 2007, 2 eren d'empreses de construcció, 3 d'empreses de comerç i reparació d'automòbils, 3 d'empreses d'hostatgeria i restauració, 1 d'una entitat de l'administració pública i 2 d'empreses classificades com a «altres activitats de serveis».
Dels 4 establiments de servei als particulars que hi havia el 2009, 1 era un taller de reparació d'automòbils i de material agrícola, 1 lampisteria, 1 perruqueria i 1 restaurant.
L'any 2000 a Bannes hi havia 7 explotacions agrícoles que ocupaven un total de 297 hectàrees.

## Equipaments sanitaris i escolars
El 2009 hi havia una escola elemental.

## Poblacions més properes
El següent diagrama mostra les poblacions més properes.